# Frans Gommers
Frans Gommers (Antwerpen, 1917. április 5. – 1996. április 20.), belga labdarúgó, hátvéd.

## Karrierje
A Beerschot AC hátvédjeként kétszer, 1938-ban és 1939-ben is bajnoki címet ünnepelhetett. A Beerschotnál 1946-ig szerepelt, majd ezt követően egy évre a Standard Liège-hez szerződött, itt fejezte be pályafutását 1947-ben.
A válogatottban két barátságos meccsen szerepelhetett. Ugyan tagja volt az 1938-as vb-re utazó belga keretnek, a tornán azonban egyetlen percet sem játszott.
Játékospályafutása befejezése után néhány évvel, 1952-ben egy évre elvállalta nevelőegyesülete, a Beerschot irányítását, azonban a szezon végén felhagyott az edzősködéssel.